# Minimal Linux Live
Minimal Linux Live of MLL, is een zeer kleine Linuxdistributie die vanaf broncode wordt opgebouwd en als ISO-bestand wordt opgeslagen. MLL lijkt op een minimalistische variant van Linux From Scratch. MLL heeft enige educatieve waarde en de distro zou bijvoorbeeld als basis kunnen dienen voor het ontwikkelen van een live-system of van IoT-toepassingen.

## Een MLL-systeem opbouwen
MLL kan als tarball gedownload en in een aparte directory uitgepakt worden.
Een gedetailleerde beschrijving van filosofie achter de verschillende stadia tijdens het compileren van MLL is te vinden in de tutorial "The Dao of Minimal Linux Live".
Het README-bestand in de directory minimal_config geeft aan dat tijdens het bouwen van MLL drie stappen onderscheiden kunnen worden:
1. het installeren van de toolchain,
2. het compileren van het MLL-basissysteem,
3. het toevoegen van applicaties aan het basissysteem.

Door waarden van parameters in de .config-bestanden voor de shellscripts te veranderen, wordt het resultaat van de compilatie beïnvloed.

## Detoolchain
De toolchain van de host kan met opdrachten zoals:
```
$
 
sudo
 
apt
 
wget
 
make
 
gawk
 
gcc
 
bc
 
genisoimage
```

gereed gemaakt worden voor het bouwen van een MLL-systeem.

## Het basissysteem compileren
De tarball bevat een reeks shellscripts, waaronder het overkoepelende build_minimal_linux_live.sh-script, waarmee het ISO-bestand minimal_linux_live.iso gegenereerd kan worden:
```
$ 
time
 sh build_minimal_linux_live.sh
```

Het script haalt met wget de broncode op van de Linuxkernel, syslinux, glibc en BusyBox.
Na compilatie van deze broncode wordt het minimale en meest basale ISO-bestand gecreëerd waarmee vervolgens een live-cd, of eventueel een live-usb of SD-kaart, gemaakt kan worden.

## Toegevoegde applicaties
Aan de MLL-versie van 20 januari 2017 waren de volgende applicaties toegevoegd:
- De links webbrowser.
- De Dropbear SSH-server/client.[5]
- Een Java Runtime Environment en Java Development Kit.
- Het Apache Felix OSGi Framework.[6][7]
- MLL-utility's.

Het MLL-systeem kan eventueel met behulp van QEMU of VirtualBox uitgetest worden.